# داسيو كامبوس
داسيو كامبوس (بالبرتغالية: Dácio Campos‏) مواليد 18 ديسمبر 1963 في البرازيل، هو لاعب كرة مضرب برازيلي سابق وكان يلعب باليد اليمنى. أعلى تصنيف له في الفردي كان المركز الـ 107 في سنة 1985. أعلى تصنيف له في الزوجي كان المركز الـ 82 في سنة 1989.

## النهائيات

### الفردي: (1)
| الرقم | السنة | الدورة           | الأرضية | المنافس في النهائي | النتيجة في النهائي |
| ----- | ----- | ---------------- | ------- | ------------------ | ------------------ |
| 1.    | 1985  | كامبوس، البرازيل | صلبة    | نيلسون آرتس        | 6–7, 6–3, 6–2      |

## روابط خارجية
- داسيو كامبوس على موقع رابطة محترفي التنس (الإنجليزية)
- داسيو كامبوس على موقع الاتحاد الدولي لكرة المضرب (الإنجليزية)
- داسيو كامبوس على موقع كأس ديفيز (الإنجليزية)
- داسيو كامبوس على موقع خلاصة التنس.كوم (الإنجليزية)